# 2020年東京パラリンピックの日本選手団
2020年東京パラリンピックの日本選手団（2020ねんとうきょうパラリンピックのにほんせんしゅだん）では、2021年8月24日から9月5日まで開催された東京パラリンピックにおける日本代表選手団、およびその競技結果について記す。

## 概要

### 選手団
選手 254名　競技パートナー 23名　コーチ・スタッフ 164名　本部役員スタッフ 22名　合計 463名（2021年8月22日現在）
- 団長：河合純一（日本パラリンピック委員会委員長）
- 副団長（総務統括)：井田朋宏 (日本パラリンピック委員会 事務局長)
- 副団長（競技担当)：櫻井誠一 (日本パラリンピック委員会 強化委員)
- 副団長（渉外担当）： マセソン美季（日本パラリンピック委員会運営委員）
- 主将：国枝慎吾（男子車いすテニス）[1]
- 副主将：浦田理恵（女子ゴールボール）[1]
- 旗手（男子）：岩渕幸洋（卓球）[1]
- 旗手（女子）：谷真海（トライアスロン）

### 公式行事
- 結団式[2] [3]

日時：2021年8月17日
場所：ザ・プリンス パークタワー東京
- 団旗返還式[4]

日時：2021年9月6日
場所：東京都内

## メダル獲得者
| メダル | 選手名 | 競技                   | 種目                               | 日付    |
| ------ | --- | ---------------------- | ---------------------------------- | ------- |
| 金     | 鈴木孝幸 | 水泳                   | 男子100m自由形S4                   | 8月26日 |
| 金     | 佐藤友祈 | 陸上                   | 男子400mT52                        | 8月27日 |
| 金     | 山口尚秀 | 水泳                   | 男子100m平泳ぎSB14                 | 8月29日 |
| 金     | 佐藤友祈 | 陸上                   | 男子1500mT52                       | 8月29日 |
| 金     | 杉浦佳子 | 自転車                 | ロード女子個人タイムトライアルC1-3 | 8月31日 |
| 金     | 杉村英孝 | ボッチャ               | 個人BC2                            | 9月1日  |
| 金     | 杉浦佳子 | 自転車                 | ロード女子個人ロードレースC1-3     | 9月3日  |
| 金     | 木村敬一 | 水泳                   | 男子100mバタフライS11              | 9月3日  |
| 金     | 里見紗李奈 | バドミントン           | 女子シングルスWH1                  | 9月4日  |
| 金     | 国枝慎吾 | 車いすテニス           | 男子シングルス                     | 9月4日  |
| 金     | 梶原大暉 | バドミントン           | 男子シングルスWH2                  | 9月5日  |
| 金     | 道下美里 | 陸上                   | 女子マラソンT12                    | 9月5日  |
| 金     | 山崎悠麻 里見紗李奈 | バドミントン           | 女子ダブルスWH                     | 9月5日  |
| 銀     | 山田美幸 | 水泳                   | 女子100m背泳ぎS2                   | 8月25日 |
| 銀     | 富田宇宙 | 水泳                   | 男子400m自由形S11                  | 8月26日 |
| 銀     | 唐沢剣也 | 陸上                   | 男子5000mT11                       | 8月27日 |
| 銀     | 宇田秀生 | トライアスロン         | 男子PTS4                           | 8月28日 |
| 銀     | 鈴木孝幸 | 水泳                   | 男子200m自由形S4                   | 8月30日 |
| 銀     | 和田伸也 | 陸上                   | 男子1500mT11                       | 8月31日 |
| 銀     | 木村敬一 | 水泳                   | 男子100m平泳ぎSB11                 | 9月1日  |
| 銀     | 山田美幸 | 水泳                   | 女子50m背泳ぎS2                    | 9月2日  |
| 銀     | 鈴木孝幸 | 水泳                   | 男子50m自由形S4                    | 9月2日  |
| 銀     | 大矢勇気 | 陸上                   | 男子100mT52                        | 9月3日  |
| 銀     | 富田宇宙 | 水泳                   | 男子100mバタフライS11              | 9月3日  |
| 銀     | 上地結衣 | 車いすテニス           | 女子シングルス                     | 9月3日  |
| 銀     | 鈴木亜弥子 | バドミントン           | 女子シングルスSU5                  | 9月4日  |
| 銀     | 河本圭亮 高橋和樹 田中恵子 | ボッチャ               | ペアBC3                            | 9月4日  |
| 銀     | 車いすバスケットボール男子日本代表： 赤石竜我 秋田啓 岩井孝義 川原凛 香西宏昭 高松義伸 鳥海連志 豊島英 藤沢潔 藤本怜央 古沢拓也 宮島徹也 | 車いすバスケットボール | 男子                               | 9月5日  |
| 銅     | 鈴木孝幸 | 水泳                   | 男子50m平泳ぎSB3                   | 8月25日 |
| 銅     | 和田伸也 | 陸上                   | 男子5000mT11                       | 8月27日 |
| 銅     | 瀬戸勇次郎 | 柔道                   | 男子66kg級                         | 8月27日 |
| 銅     | 上与那原寛和 | 陸上                   | 男子400mT52                        | 8月27日 |
| 銅     | 米岡聡 ガイド：椿浩平 | トライアスロン         | 男子PTVI                           | 8月28日 |
| 銅     | 伊藤槙紀 | 卓球                   | 女子シングルスC11                  | 8月28日 |
| 銅     | 鈴木孝幸 | 水泳                   | 男子150m個人メドレーSM4            | 8月28日 |
| 銅     | 車いすラグビー日本代表： 池透暢 池崎大輔 今井友明 小川仁士 倉橋香衣 島川慎一 中町俊耶 乗松聖矢 羽賀理之 橋本勝也 長谷川勇基 若山英史     | 車いすラグビー         | 混合                               | 8月29日 |
| 銅     | 小川和紗 | 柔道                   | 女子70kg級                         | 8月29日 |
| 銅     | 上与那原寛和 | 陸上                   | 男子1500mT52                       | 8月29日 |
| 銅     | 富田宇宙 | 水泳                   | 男子200m個人メドレーSM11           | 8月30日 |
| 銅     | 諸石光照 菅野浩二 | 車いすテニス           | 混合クアードダブルス               | 9月1日  |
| 銅     | ゴールボール女子日本代表： 浦田理恵 欠端瑛子 高橋利恵子 天摩由貴 萩原紀佳 若杉遥                                                         | ゴールボール           | 女子                               | 9月3日  |
| 銅     | 沢田優蘭 ガイド：塩川竜平 大島健吾 高松佑圭 鈴木朋樹                                                                                     | 陸上                   | 4x100mユニバーサルリレー           | 9月3日  |
| 銅     | 杉村英孝 中村拓海 廣瀬隆喜 藤井友里子 | ボッチャ               | 団体BC1/2                          | 9月4日  |
| 銅     | 大谷桃子 上地結衣 | 車いすテニス           | 女子ダブルス                       | 9月4日  |
| 銅     | 杉野明子 | バドミントン           | 女子シングルスSU5                  | 9月4日  |
| 銅     | 山崎悠麻 | バドミントン           | 女子シングルスWH2                  | 9月4日  |
| 銅     | 伊藤則子 鈴木亜弥子 | バドミントン           | 女子ダブルスSL/SU                  | 9月4日  |
| 銅     | 堀越信司 | 陸上                   | 男子マラソンT12                    | 9月5日  |
| 銅     | 永田務 | 陸上                   | 男子マラソンT46                    | 9月5日  |
| 銅     | 村山浩 梶原大暉 | バドミントン           | 男子ダブルスWH                     | 9月5日  |
| 銅     | 藤原大輔 杉野明子 | バドミントン           | 混合ダブルスSL/SU                  | 9月5日  |

### 競技別メダル獲得数
| 競技                   |    |    |    | 計 |
| ---------------------- | -- | -- | -- | -- |
| 水泳                   | 3  | 7  | 3  | 13 |
| 陸上競技               | 3  | 3  | 6  | 12 |
| バドミントン           | 3  | 1  | 5  | 9  |
| 自転車                 | 2  | 0  | 0  | 2  |
| 車いすテニス           | 1  | 1  | 2  | 4  |
| ボッチャ               | 1  | 1  | 1  | 3  |
| トライアスロン         | 0  | 1  | 1  | 2  |
| 車いすバスケットボール | 0  | 1  | 0  | 1  |
| 柔道                   | 0  | 0  | 2  | 2  |
| 卓球                   | 0  | 0  | 1  | 1  |
| 車いすラグビー         | 0  | 0  | 1  | 1  |
| ゴールボール           | 0  | 0  | 1  | 1  |
| 計                     | 13 | 15 | 23 | 51 |

## 種目別選手・スタッフ

### アーチェリー

#### スタッフ
- 監督：大河原裕貴
- コーチ：末武寛基、種部浩司
- アシスタント：岡崎敦子
- トレーナー：加門正行

#### 選手
- 大山晃司　（男子個人）W1 - 6位
- 上山友裕　（男子リカーブ個人）W2 - 1回戦敗退
- 宮本リオン　（男子コンパウンド個人）ST - 3回戦敗退
- 岡崎愛子　（女子個人）W1 - 5位
- 重定知佳　（女子リカーブ個人）W2 - 7位
- 永野美穗　（女子コンパウンド個人）ST - 1回戦敗退
- 混合団体 W1（岡崎愛子・大山晃司） - 6位
- 混合コンパウンド団体（永野美穗・宮本リオン） - 1回戦敗退
- 混合リカーブ団体（重定知佳・上山友裕） - 5位

### 陸上競技

#### スタッフ
- チームリーダー：指宿立 （明野中央病院）
- ヘッドコーチ：原田康弘
- 通訳・国際渉外：田所雅俊 （富士通）
- 総務：工藤孝富 （日本パラ陸上競技連盟）
- 知的強化ディレクター：下稲葉 耕己 （one's Para Athlete Club）
- 総務：塩田友亮（香川大学教育学部附属特別支援学校）
- コーチ：安田享平、奥松美恵子、神田いずみ、樋口進太郎、福田厚治（兵庫県立大学）、高野大樹 （慶應義塾大学）、佐藤直人（印旛福祉会）、髙橋勝彦（北九州市福祉事業団）、大崎栄 （東海大学）、平松竜司（東京大学）、山本真帆（国立スポーツ科学センター）、石井田茂夫（びわこ成蹊スポーツ大学）、山下忍（鳥取県障がい者スポーツ協会）
- チームドクター：濱田万弓 （東京慈恵会医科大学リハビリテーション医学講座）
- トレーナー：東利雄 （日本パラ陸上競技連盟）、東千夏 （T.S Serve Trainer Team）、大森典子（ナズー）

#### 選手
- 赤井大樹　（男子1500m）T20 - 5位
- 生馬知季（男子100m）T54 - 予選敗退
- 石田駆　（男子100m・男子400m）T47
  - 100m - 5位
  - 400m - 予選敗退
- 伊藤智也　（男子400m）T53 - 予選敗退
- 岩田悠希　（男子1500m）T20 - 8位
- 上与那原寛和　（男子400ｍ・男子1500m）T52
  - 400m - 3位
  - 1500m - 3位
- 大島健吾（男子100m・男子200m）T64
  - 100m - 予選敗退
  - 200m - 8位
- 大矢勇気　（男子100m）T52 - 2位
- 唐澤剣也　（男子1500m・男子5000m）T11
  - 1500m - 4位
  - 5000m - 2位
- 久保恒造　（男子5000m）T54 - 予選敗退
- 熊谷豊　（男子マラソン）T12 - 7位
- 小久保寛太　(男子走幅跳）T20 - 4位
- 小須田潤太　（男子100m・男子走幅跳）T63
  - 100m - 予選敗退
  - 走幅跳 - 7位
- 佐藤友祈　（男子400m・男子1500m）T52
  - 400m - 1位
  - 1500m - 1位
- 白砂匠庸　（男子やり投）F46 - 6位
- 鈴木徹　（男子走高跳）T64 - 4位
- 鈴木朋樹　（男子800m・男子1500m・男子マラソン）T54
  - 800m - 予選敗退
  - 1500m - 9位
  - マラソン - 7位
- 十川裕次　(男子1500ｍ）T20 - 9位
- 永田務　（男子マラソン）T46 - 3位
- 樋口政幸　（男子1500m・男子5000m）T54
  - 1500m - 予選敗退
  - 5000m - 8位
- 堀越信司　（男子マラソン）T12 - 3位
- 松本武尊（男子100m・男子400m）T36
  - 100m - 予選敗退
  - 400m - 7位
- 安野祐平　（男子100m）　T33 - 5位
- 山﨑晃裕　（男子やり投）F46 - 7位
- 山本篤　（男子100m・男子走幅跳）T63
  - 100m - 予選敗退
  - 走幅跳 - 4位
- 和田伸也　（男子1500m・男子5000m・男子マラソン）T11
  - 1500m - 2位
  - 5000m - 3位
- マラソン - 9位
- 喜納翼　（女子マラソン）T54 - 7位
- 佐々木真菜　（女子100m・女子400m）T13
  - 100m - 予選敗退
  - 400m - 7位
- 澤田優蘭　（女子100m・女子走幅跳）T12
  - 100m - 準決勝敗退
  - 走幅跳 - 5位
- 高桑早生  （女子100m・女子走幅跳）T64
  - 100m - 予選敗退
  - 走幅跳 - 8位
- 高田千明　（女子100m・女子走幅跳）T11
  - 100m - 予選敗退
  - 走幅跳 - 5位
- 高松佑圭　（女子100m・女子400m）T38
  - 100m - 予選敗退
  - 400m - 予選敗退
- 竹村明結美　（女子400m）T38 - 予選敗退
- 辻沙絵　（女子200m・女子400m）T47
  - 200m - 予選敗退
  - 400m - 5位
- 土田和歌子　（女子マラソン）T54 - 4位　（トライアスロン・陸上競技の両種目で出場）
- 兎澤朋美　（女子100m・女子走幅跳）T63
  - 100m - 8位
  - 走幅跳 - 4位
- 外山愛美　（女子400m）T20 - 7位
- 中西麻耶　（女子走幅跳）T64 - 6位
- 西島美保子　（女子マラソン）T12 - 8位
- 藤井由美子　（女子マラソン）T12 - 5位
- 古屋杏樹　（女子1500m）T20 - 4位
- 前川楓　（女子100m・女子走幅跳）T63
  - 100m - 予選敗退
  - 走幅跳 - 5位
- 蒔田沙耶香　(女子1500m)　T20 - 6位
- 道下美里　（女子マラソン）T12 - 1位
- 村岡桃佳　（女子100m）T54 - 6位
- 山本萌恵子　（女子1500m）T20 - 7位
- 混合4×100mユニバーサルリレー（澤田優蘭・大島健吾・高松佑圭・鈴木朋樹） - 3位

#### 競技パートナー
- 青山由佳（相模原市役所）
- 大森盛一（アスリートフォレストT.C.）
- 河口恵（三井住友海上）
- 木之下仁（JBMA）
- 塩川竜平（KOMAアスリートサポート）
- 志田淳（NEC 日本電気株式会社）
- 長谷部匠
- 矢嶋謙悟 （中央発條）
- 山口遥（AC KITA）
- 山領駿
- 宮﨑勇将（JR東日本）
- 茂木洋晃 （TEAM･K）
- 小林光二 （SUBARU）

### バドミントン

#### スタッフ
- 監督： 平野一美
- ヘッドコーチ： キム・ジョンジャ
- コーチ ：草井篤、山﨑将幸、ヘンデル・リン

#### 選手
- 今井大湧　（男子シングルス）SU5 - 1次リーグ敗退
- 梶原大暉　（男子シングルス）WH2 - 1位
- 長島理　（男子シングルス）WH1 - 5位
- 藤原大輔　（男子シングルス）SL3 - 4位
- 村山浩　（男子シングルス）WH1 - 4位
- 梶原大暉・村山浩（男子ダブルス）WH1-2 - 3位
- 小倉理恵　（女子シングルス）WH2 - 1次リーグ敗退
- 亀山楓　（女子シングルス）SU5 - 4位
- 里見紗李奈　（女子シングルス）WH1 - 1位
- 杉野明子　（女子シングルス）SU5 - 3位
- 鈴木亜弥子　（女子シングルス）SU5 - 2位
- 藤野遼　（女子シングルス）SL4 - 1次リーグ敗退
- 山崎悠麻　（女子シングルス）　WH2 - 3位
- 里見紗李奈・山崎悠麻（女子ダブルス）WH1-2 - 1位
- 伊藤則子・鈴木亜弥子（女子ダブルス）SL3-SU5 - 3位
- 藤原大輔・杉野明子（混合ダブルス）SL3-SU5 - 3位

### ボッチャ

#### スタッフ
- 監督：村上光輝
- トレーナー：古尾谷香苗、井上伸
- 総務：矢作公佑
- コーチ：内藤由美子、曽根裕二 、森裕輔、櫻井博紀
- アナリスト：渋谷暁享

#### 選手
- 江崎駿　（混合個人）BC4 - 20位（1次リーグ敗退）
- 河本圭亮　（混合個人）BC3 - 14位（1次リーグ敗退）
- 杉村英孝　（混合個人）BC2 - 1位
- 高橋和樹　（混合個人）BC3 - 10位（1次リーグ敗退）
- 中村拓海　（混合個人）BC1 - 15位（1次リーグ敗退）
- 廣瀬隆喜　（混合個人）BC2 - 12位
- 藤井友里子　（混合個人）BC1 - 13位（1次リーグ敗退）
- 混合ペアBC3（河本圭亮・高橋和樹・田中恵子） - 2位
- 混合ペアBC4（江崎駿・古橋渉・木村朱里） - 8位
- 混合団体（藤井友里子・廣瀬隆喜・中村拓海・杉村英孝）- 3位

#### 競技パートナー
- 栄徳美沙季
- 河本幸代
- 峠田佑志郎
- 田中孝子
- 中村潤子

### カヌー

#### スタッフ
- ヘッドコーチ：本田泉
- コーチ：西明美
- トレーナー：坂光徹彦

#### 選手
- 今井航一　（男子バーシングル200m）VL3 - 12位
- 高木裕太　（男子カヤックシングル200m）KL1 - 12位
- 辰巳博実　（男子カヤックシングル200m）KL2 - 11位
- 加治良美　（女子カヤックシングル200m）KL3 - 準決勝敗退
- 小松沙季　（女子バーシングル200m）VL2 - 準決勝敗退
- 瀬立モニカ　（女子カヤックシングル200m）KL1 - 7位

### 自転車

#### スタッフ
- 監督：権丈泰巳
- メカニック：梅澤和功
- トレーナー：菊地孝明

#### 選手
- 川本翔大　(男子）MC2
  - トラック1kmタイムトライアルC1-3 - 6位
  - 個人追い抜きC2 - 4位
  - ロードレースC1-3 - 28位
  - ロードタイムトライアルC2 - 9位
- 藤田征樹　（男子）MC3
  - トラック1kmタイムトライアルC1-3 - 15位
  - 個人追い抜きC3 - 8位（予選敗退）
  - ロードレースC1-3 - 6位
  - ロードタイムトライアルC3 - 7位
- 杉浦佳子　（女子）WC3
  - トラック500mタイムトライアルC1-3 - 4位
  - 個人追い抜きC1-3 - 5位（予選敗退）
  - ロードレースC1-3 - 1位
  - ロードタイムトライアルC1-3 - 1位
- 藤井美穂　（女子）WC2
  - トラック500mタイムトライアルC1-3 - 7位
  - 個人追い抜きC1-3 - 15位（予選敗退）
  - ロードレースC1-3 - 15位
  - ロードタイムトライアルC1-3 - 15位

### 馬術

#### スタッフ
- 監督：三木則夫

#### 選手
- 稲葉将　（混合個人規定）グレードⅢ - 15位
- 高嶋活士　（混合個人規定）グレードⅣ - 14位
- 宮路満英　（混合個人規定・混合個人自由演技）グレードⅡ
  - 混合個人規定 - 7位
  - 混合個人自由演技 - 8位
- 吉越奏詞　（混合個人規定）グレードⅡ - 10位
- 混合団体（宮路満英・稲葉将・高嶋活士） - 15位

### ボート

#### スタッフ
- ヘッドコーチ：大戸淳之介
- コーチ：林秀一
- トレーナー：三木孝太

#### 選手
- 市川友美　（女子シングルスカル）PR1 - 11位
- 混合舵手付きフォアPR3 - 12位
  - 有安諒平　（男子）PR3-B2
  - 木村由　（女子）PR3-B3
  - 西岡利拡　(男子）PR3-P1
  - 八尾陽夏　(女子）PR3-P1

#### 競技パートナー
- 立田寛之（戸田中央総合病院ローイングクラブ）

### 射撃

#### スタッフ
- 監督：猪坂桂
- コーチ：羽田順一

#### 選手
- 佐々木大輔　（混合10mエアライフル伏射）SH1 - 28位（予選敗退）
- 渡邊裕介　（混合10mエアライフル伏射・混合50mライフル伏射）SH1
  - 混合10mエアライフル伏射 - 45位（予選敗退）
  - 混合50mライフル伏射 - 30位（予選敗退）
- 水田光夏　（混合10mエアライフル伏射）SH2 - 32位（予選敗退）

### 柔道

#### スタッフ
- 男子監督：遠藤義安
- 女子監督：佐藤雅也
- 男子コーチ：若林清、野田克海、藤野好正、渡邊昌生
- 女子コーチ：坂下和子、磯﨑祐子

#### 選手
- 北薗新光　（男子81kg級）B2 - 欠場
- 瀬戸勇次郎　（男子66kg級）B3 - 3位
- 永井崇匡　（男子73kg級）B1 - 7位
- 平井孝明　（男子60kg級）B3 - 7位
- 廣瀬悠　（男子90kg級）B3 - 7位
- 正木健人　（男子100kg超級）B2 - 7位
- 松本義和　（男子100kg級）B1 - 7位
- 小川和紗　（女子70kg級）B2 - 3位
- 工藤博子　（女子63kg級）B3 - 7位
- 土屋美奈子　（女子70kg超級）B1 - 7位
- 半谷静香　（女子48kg級）B1 - 5位
- 廣瀬順子　（女子57kg級）B2 - 5位
- 藤原由衣　（女子52kg級）B3 - 5位

### パワーリフティング

#### スタッフ
- ヘッドコーチ：エイモス・ジョン
- コーチ：石田直章

#### 選手
- 宇城元（男子72kg級） - 6位
- 光瀬智洋（男子59kg級） - 10位
- 三浦浩（男子49kg級） - 9位
- 坂元智香（女子79kg級） - 8位

### 水泳

#### スタッフ
- 監督/コーチ：上垣匠
- コーチ/総務：谷口裕美子
- 競技総務/コーチ：森井貴志
- 通訳/情報：宮原純子
- コーチ/タッパー：岸本太一、寺西真人、前澤拓
- 感染対策/アシスタントコーチ：本山幸子
- トレーナー：小泉圭介
- コーチ：高橋良彰、杉沼春美、宮本敦史、新井静
- 総務/タッパー/コーチ：尾原遼平
- アシスタントコーチ：眞井絵美子
- レース分析/コーチ：立正伸
- アシスタントコーチ/タッパー：村山かおり

#### 選手
- 荻原虎太郎 （男子100m自由形・100mバタフライ・200m個人メドレー）S8/SB8/SM8
  - 100m自由形 - 予選敗退
  - 100mバタフライ - 予選敗退
  - 200m個人メドレー - 予選敗退
- 木村敬一　(男子100m平泳ぎ・100mバタフライ・200m個人メドレー）S11/SB11/SM11
  - 100m平泳ぎ - 2位
  - 100mバタフライ - 1位
  - 200m個人メドレー - 5位
- 窪田幸太　（男子100m自由形・100m背泳ぎ）S8/SB8/SM8
  - 100m自由形 - 予選敗退
  - 100m背泳ぎ - 5位
- 齋藤元希　（男子400m自由形・100m背泳ぎ・100mバタフライ・200m個人メドレー）S13/SB13/SM13
  - 400m自由形 - 予選敗退
  - 100m背泳ぎ - 8位
  - 100mバタフライ - 予選敗退
  - 200m個人メドレー - 予選敗退
- 鈴木孝幸　（男子50m自由形・100m自由形・200m自由形・50m平泳ぎ・150m個人メドレー）S4/SB3/SM4
  - 50m自由形 - 2位
  - 100m自由形 - 1位
  - 200m自由形 - 2位
  - 50m平泳ぎ - 3位
  - 150m個人メドレー - 3位
- 東海林大　（男子100mバタフライ・200m個人メドレー）S14/SB14/SM14
  - 100mバタフライ - 予選敗退
  - 200m個人メドレー - 4位
- 富田宇宙　（男子400m自由形・100mバタフライ・200m個人メドレー）S11/SB11/SM11
  - 400m自由形 - 2位
  - 100mバタフライ - 2位
  - 200m個人メドレー - 3位
- 中島啓智　（男子200m自由形・100mバタフライ・200m個人メドレー）S14/SB14/SM14
  - 200m自由形 - 予選敗退
  - 100mバタフライ - 予選敗退
  - 200m個人メドレー - 予選敗退
- 中村智太郎（男子100m平泳ぎ）S5/SB6/SM5 - 8位
- 日向楓　（男子50m自由形・50m背泳ぎ・50mバタフライ）S5/SB9/SM10
  - 50m自由形 - 予選敗退
  - 50m背泳ぎ - 予選敗退
  - 50mバタフライ - 7位
- 南井瑛翔（男子100m自由形・100mバタフライ）S10/SB9/SM10
  - 100m自由形 - 予選敗退
  - 100mバタフライ - 予選敗退
- 宮崎哲　（男子200m自由形）S14/SB14/SM14 - 予選敗退
- 山口尚秀　（男子100m平泳ぎ・100mバタフライ・200m個人メドレー）S14/SB14/SM14
  - 100m平泳ぎ - 1位
  - 100mバタフライ - 4位
  - 200m個人メドレー - 予選敗退
- 山田拓朗　（男子50m自由形・100m平泳ぎ・200m個人メドレー）S9/SB8/SM9
  - 50m自由形 - 予選敗退
  - 100m平泳ぎ - 棄権
  - 200m個人メドレー - 8位
- 男子4×100mメドレーリレー 34pts（窪田幸太・山田拓朗・南井瑛翔・荻原虎太郎） - 8位

- 石浦智美　（女子50m自由形・100m自由形）S11/SB11/SM11
  - 50m自由形 - 7位
  - 100m自由形 - 8位
- 井上舞美　（女子100mバタフライ・200m個人メドレー）S14/SB14/SM14
  - 100mバタフライ - 予選敗退
  - 200m個人メドレー - 8位
- 宇津木美都　（女子100m平泳ぎ・200m個人メドレー）S9/SB8/SM9
  - 100m平泳ぎ - 6位
  - 200m個人メドレー - 予選敗退
- 小野智華子　（女子50m自由形・100m自由形・100m背泳ぎ）S11/SB11/SM11
  - 50m自由形 - 予選敗退
  - 100m自由形 - 予選敗退
  - 100m背泳ぎ - 予選敗退
- 木下萌実　（女子100mバタフライ）S14/SB14/SM14 - 7位
- 小池さくら　（女子400m自由形）S7/SB6/SM7 - 6位
- 芹澤美希香　（女子100m背泳ぎ・100m平泳ぎ）S14/SB14/SM14
  - 100m背泳ぎ - 予選敗退
  - 100m平泳ぎ - 7位
- 辻内彩野　（女子50m自由形・400m自由形・100m平泳ぎ）S13/SB13/SM13
  - 50m自由形 - 7位
  - 400m自由形 - 8位
  - 100m平泳ぎ - 予選敗退
- 成田真由美　（女子100m自由形・50m背泳ぎ・100m平泳ぎ）S5/SB4/SM5
  - 100m自由形 - 予選敗退
  - 50m背泳ぎ - 6位
  - 100m平泳ぎ - 予選敗退
- 西田杏　（女子50mバタフライ）S7/SB7/SM7 - 8位
- 福井香澄　（女子100m背泳ぎ・混合4×100mフリーリレー）S14/SB14/SM14
  - 100m背泳ぎ - 7位
- 山田美幸　（女子50m背泳ぎ・100m背泳ぎ）S2/SB2/SM2
  - 50m背泳ぎ - 2位
  - 100m背泳ぎ - 2位
- 由井真緒里　（女子100m自由形・200m自由形・100m平泳ぎ・200m個人メドレー）S5/SB5/SM5
  - 100m自由形 - 予選敗退
  - 200m自由形 - 6位
  - 100m平泳ぎ - 予選敗退
  - 200m個人メドレー - 6位

- 混合4×50mリレー 20pts（中村智太郎・日向楓・由井真緒里・成田真由美） - 予選敗退
- 混合4×100mリレー 49pts（富田宇宙・齋藤元希・石浦智美・辻内彩野） - 5位
- 混合4×100mリレー S14（東海林大・山口尚秀・福井香澄・井上舞美） - 4位

### 卓球

#### スタッフ
- 監督：河原智（日本知的障がい者卓球連盟）
- コーチ：伊藤誠、新井卓将、石川貴陽（TOMAX）、佐々木信也（PIA）、山梨有理（REGAL）
- 総務・トレーナー：鹿島沙奈絵

#### 選手
- 浅野俊　（男子シングルス）クラス11 - 5位
- 井上全悠　（男子シングルス）クラス7 - 1次リーグ敗退
- 岩渕幸洋　（男子シングルス）クラス9 - 1次リーグ敗退
- 加藤耕也　（男子シングルス）クラス11 - 1次リーグ敗退
- 竹守彪　（男子シングルス）クラス11 - 5位
- 皆見信博　（男子シングルス）クラス2 - 1次リーグ敗退
- 八木克勝　（男子シングルス）クラス7 - 決勝トーナメント1回戦敗退
- 男子団体 クラス6-7（井上全悠・八木克勝） - 1回戦敗退
- 伊藤槙紀　(女子シングルス）クラス11 - 3位
- 竹内望　（女子シングルス）クラス10 - 1次リーグ敗退
- 友野有理　（女子シングルス）クラス8 - 5位
- 古川佳奈美　（女子シングルス）クラス11 - 1次リーグ敗退
- 女子団体 クラス9-10（竹内望・友野有理） - 5位

### トライアスロン

#### スタッフ
- ヘッドコーチ：富川理充
- コーチ：髙橋慶樹 （W-STAGE）

#### 選手
- 木村潤平  （男子）PTWC - 6位
- 宇田秀生（英語版）  （男子）PTS4 - 2位
- 米岡聡（英語版）  （男子）PTVI - 3位
- 土田和歌子  （女子）PTWC　- 9位（トライアスロン・陸上競技の両種目で出場）
- 秦由加子  （女子）PTS2 - 6位
- 谷真海  （女子）PTS5   - 10位
- 円尾敦子　（女子）PTVI - 11位

#### 競技パートナー
- 椿浩平（三井住友海上）
- 菊池日出子

### 車いすフェンシング

#### スタッフ
- 監督：恒松健児
- コーチ：田淵英孝

#### 選手
- 恩田竜二　（男子）カテゴリーB
  - フルーレ個人 - 14位（1次リーグ敗退）
  - サーブル個人 - 11位（1次リーグ敗退）
- 加納慎太郎　（男子）カテゴリーA
  - フルーレ個人 - 12位（1次リーグ敗退）
  - サーブル個人 - 12位（1次リーグ敗退）
- 藤田道宣　（男子）カテゴリーB
  - エペ個人 - 12位（1次リーグ敗退）
  - フルーレ個人 - 12位（1次リーグ敗退）
- 男子フルーレ団体（加納慎太郎・藤田道宣・恩田竜二） - 7位
- 阿部知里　（女子）カテゴリーB
  - フルーレ個人 - 14位（1次リーグ敗退）
  - サーブル個人 - 10位（1次リーグ敗退）
- 櫻井杏理　（女子）カテゴリーB
  - エペ個人 - 6位
  - フルーレ個人 - 11位（1次リーグ敗退）
- 松本美恵子　（女子）カテゴリーA
  - エペ個人 - 16位（1次リーグ敗退）
  - フルーレ個人 - 17位（1次リーグ敗退）
- 女子エペ団体（櫻井杏理・松本美恵子・阿部知里） - 棄権

### テコンドー

#### スタッフ
- 監督：洪君錫
- ヘッドコーチ：姜東澈（ボムズ道場）
- ケアトレーナー：長神征一郎

#### 選手
- 工藤俊介　（K44/男子75kg級） - 7位
- 田中光哉　（K43/男子61kg級） - 敗者復活1回戦敗退
- 太田渉子　（K44/女子58kg超級） - 7位

### 車いすテニス

#### スタッフ
- 監督：中澤吉裕
- トレーナー：蛯江共生
- ヘッドコーチ：三浦雄一
- コーチ ：遠藤義文
- トレーナー：馬場歩、宇治野藍

#### 選手
- 荒井大輔　（男子シングルス） - 2回戦敗退
- 国枝慎吾　（男子シングルス） - 1位
- 眞田卓　（男子シングルス） - 3回戦敗退
- 三木拓也　（男子シングルス） - 3回戦敗退
- 国枝慎吾・眞田卓（男子ダブルス） - 4位
- 荒井大輔・三木拓也（男子ダブルス） - 2回戦敗退
- 大谷桃子　（女子シングルス） - 5位
- 上地結衣　（女子シングルス） - 2位
- 高室冴綺　（女子シングルス） - 1回戦敗退
- 田中愛美　（女子シングルス） - 2回戦敗退
- 上地結衣・大谷桃子（女子ダブルス） - 3位
- 高室冴綺・田中愛美（女子ダブルス） - 5位
- 菅野浩二　（混合クァードシングルス） - 4位
- 諸石光照　（混合クァードシングルス） - 1回戦敗退
- 諸石光照・菅野浩二（混合クァードダブルス） - 3位

### 5人制サッカー（ブラインドサッカー）
- 5人制サッカー日本代表 - 5位

#### スタッフ
- 監督：高田敏志
- ガイド/コーチ：中川英治
- コーチ：上林知民　福永克己
- フィジカルコーチ：中野崇  高塚政徳　今井健太
- メンタルトレーナー：後藤史
- 分析スタッフ：大室龍大　和知梨衣菜
- ボイストレーナー：新生剛士
- ドクター：川端佑介
- トレーナー：松井康　阿部良平
- 管理栄養士：奥村由貴
- マネージャー： 神山明子　佐藤悠　西永彩乃

#### 選手
- 川村怜（FP）B1
- 黒田智成（FP）B1
- 佐々木康裕（FP）B1
- 佐々木ロベルト泉（FP）B1
- 園部優月（FP）B1
- 田中章仁（FP）B1
- 寺西一（FP）B1
- 日向賢（FP）B1

#### 競技パートナー
- 佐藤大介（たまハッサーズ）
- 神山昌士（GLAUBEN FREUND TOKYO）

### ゴールボール（男子）
- ゴールボール男子日本代表 - 5位

#### スタッフ
- コーチ：工藤力也
- トレーナー：藤堂愛
- コーチ：杉山沙弥香
- 総務／トレーナー：菊池拓道

#### 選手
- 金子和也　B3
- 川嶋悠太　B2
- 佐野優人　B3
- 田口侑治　B2
- 宮食行次　B3
- 山口凌河　B1

### ゴールボール（女子）
- ゴールボール女子日本代表 - 3位

#### スタッフ
- 総監督：市川喬一
- コーチ／トレーナー：加藤瑛美
- トレーナー：辻美穂子
- アナリスト：三上友佳子

#### 選手
- 浦田理恵　B1
- 欠端瑛子　B2
- 高橋利恵子
- 天摩由貴　B1
- 萩原紀佳　B3
- 若杉遥　B1

### シッティングバレーボール（男子）
- シッティングバレーボール男子日本代表 - 8位

#### スタッフ
- 監督：久保佳大
- コーチ：鈴木秀昭
- トレーナー：西村崚佑
- アシスタントコーチ・アナリスト：船戸陽介
- ケアトレーナー ：亀川健太

#### 選手
- 飯倉喜博　VS1
- 加藤昌彦　VS1
- 嵯峨根望　VS1
- 佐々木一成　VS1
- 高砂進　VS1
- 田澤隼　VS1
- 田中浩二　VS1
- 谷河勇綺　VS2
- 中野琢也　VS1
- 日高恒仁　VS1
- 皆川鉄雄　VS1
- 柳昂志　VS1

### シッティングバレーボール（女子）
シッティングバレーボール女子日本代表 - 8位

#### スタッフ
- 監督：真野嘉久
- ヘッドコーチ：冨田圭造（京都おたべーず）
- コーチ：船戸奈津美（東京プラネッツ女組）
- トレーナー：有方大介、前田慶明

#### 選手
- 赤倉幸恵　VS1
- 小方心緒吏　VS2
- 長田まみ子　VS1
- 菊池智子　VS1
- 住友美紀子　VS1
- 竹井幸智恵　VS1
- 田中ゆかり　VS2
- 西家道代　VS1
- 藤井順子　VS1

### 車いすバスケットボール（男子）
- 車いすバスケットボール男子日本代表 - 2位

#### スタッフ
- 監督：及川晋平
- ヘッドコーチ：京谷和幸
- フィジカルトレーナー：齊藤康文
- ケアトレーナー：山下正信

#### 選手
- 赤石竜我 （2.5）
- 秋田啓　（3.5）
- 岩井孝義　(1.0)
- 川原凜   (1.5)
- 香西宏昭  (3.5)
- 髙柗義伸  (4.0)
- 鳥海連志  (2.5)
- 豊島英  (2.0)
- 藤澤潔  (2.0)
- 藤本怜央  (4.5)
- 古澤拓也  (3.0)
- 宮島徹也  (4.0)

### 車いすバスケットボール（女子）
- 車いすバスケットボール女子日本代表 - 6位

#### スタッフ
- ヘッドコーチ：岩佐義明
- 特任コーチ：橘香織（SCRATCH）
- アシスタントコーチ：山﨑沢香
- マネージャー・情報分析：石田菜月（SCRATCH）
- トレーナー ：永盛雅子（埼玉ライオンズ）

#### 選手
- 網本麻里  (4.5)
- 小田島理恵  (2.5)
- 北田千尋  (4.5)
- 北間優衣  (1.0)
- 財満いずみ  (1.0)
- 清水千浪  (3.0)
- 土田真由美  (4.0)
- 萩野真世  (1.5)
- 平井美喜   (2.5)
- 藤井郁美  (4.0)[5]
- 安尾笑  (2.0)
- 柳本あまね  (2.5)

### 車いすラグビー
- 車いすラグビー日本代表 - 3位

#### スタッフ
- ヘッドコーチ：オアー・ケビン
- マネージャー：中尾由理（RIZE CHIBA）
- メカニック：三山慧
- 通訳：二階堂のり子
- アナリスト：中谷英樹
- トレーナー：伊佐和敏（TOKYO SUNS）、藤川明代（BLITZ）
- 看護師：樋口則之（TOHOKU STORMERS）
- トレーナー：岩倉瞳

#### 選手
- 池崎大輔（男子、3.0)
- 池透暢（男子、3.0）
- 今井友明（男子、1.0）
- 小川仁士（男子、1.0）
- 倉橋香衣（女子、0.5）
- 島川慎一（男子、3.0）
- 羽賀理之（男子、2.0）
- 橋本勝也（男子、3.0）
- 長谷川勇基（男子、0.5）
- 中町俊耶（男子、2.0）
- 乗松聖矢（男子、1.5）
- 若山英史（男子、1.0）

## 選手団本部
| 役職         | 氏名         | 所属団体                                         |
| ------------ | ------------ | ------------------------------------------------ |
| 団長         | 河合純一     | 日本障がい者スポーツ協会日本パラリンピック委員会 |
| 副団長       | 井田朋宏     | 日本障がい者スポーツ協会日本パラリンピック委員会 |
| 副団長       | 櫻井誠一     | 日本パラ水泳連盟                                 |
| 副団長       | マセソン美季 | 日本障がい者スポーツ協会日本パラリンピック委員会 |
| 医師         | 羽田康司     | 筑波大学附属病院                                 |
| 医師         | 上出杏理     | 国立成育医療研究センター                         |
| 医師         | 松井彩乃     | 国立精神・神経医療研究センター病院               |
| 看護師       | 木下敦子     | 日本障がい者スポーツ協会日本パラリンピック委員会 |
| 看護師       | 澤田理沙     | 国立障害者リハビリテーションセンター             |
| 看護師       | 藤尾素子     | 大分中村病院                                     |
| トレーナー   | 鳥居昭久     | 東京保健医療専門職大学                           |
| トレーナー   | 安田知子     | 智晴学園琉球リハビリテーション学院               |
| 総務         | 長谷部貴     | 日本障がい者スポーツ協会日本パラリンピック委員会 |
| 総務         | 與品美由紀   | 日本障がい者スポーツ協会日本パラリンピック委員会 |
| 総務         | 屋敷優友     | 日本障がい者スポーツ協会日本パラリンピック委員会 |
| 総務         | 伏見みずき   | 日本障がい者スポーツ協会日本パラリンピック委員会 |
| 総務         | 堀添里緒     | 日本障がい者スポーツ協会日本パラリンピック委員会 |
| 総務         | 古谷俊       | 日本障がい者スポーツ協会日本パラリンピック委員会 |
| 広報         | 青田浩治     | 電通パブリックリレーションズ                     |
| 広報         | 黒田美穂     | 日本障がい者スポーツ協会日本パラリンピック委員会 |
| 広報         | 赤星智樹     | 日本障がい者スポーツ協会日本パラリンピック委員会 |
| 総務（輸送） | 北野伊都実   | JTB                                              |